# Threads (Sheryl Crow-album)
Threads er det ellevte  studieablum af den amerikanske guitarist og sangskriver Sheryl Crow. Det er indspillet i Arlyn studios i Austin, Texas, og udkom 30. august 2019 hos selskabet Big Machine Records.
Albummet er Crows hyldest til en lang række kunstnere, og alle sange på albummet har en eller flere gæstesolister med på indspilningerne. Således optræder navne som: Joe Walsh, Stevie Nicks, St. Vincent, Emmylou Harris, Bonnie Riatt, Kris Kristofferson, Don Henley, Neil Young, Keith Richards, Eric Clapton, Sting, Johnny Cash med flere på indspilningslisten.

## Spor
1. "Prove You Wrong" (feat. Stevie Nicks og Maren Morris) (3:41)
2. "Live Wire" (feat. Bonnie Raitt og Mavis Staples) (5:09)
3. "Tell Me When It's Over" (feat. Chris Stapleton) (4:56)
4. "Story Of Everything" (feat. Chuck D, Andra Day og Gary Clark Jr.) (6:22)
5. "Beware Of Darkness" (feat. Eric Clapton, Sting og Brandi Carlile) (3:38)
6. "Redemption Day" (feat. Johnny Cash) (4:46)
7. "Cross Creek Road" (feat. Lukas Nelson og Neil Young) (4:46)
8. "Everything Is Broken" (feat. Jason Isbell) (4:32)
9. "The Worst" (feat. Keith Richards) (2:38)
10. "Lonely Alone" (feat. Willie Nelson) (4:37)
11. "Border Lord" (feat. Kris Kristofferson) (4:42)
12. "Still The Good Old Days" (feat. Joe Walsh) (5:17)
13. "Wouldn't Want To Be Like You" (feat. St. Vincent) (3:35)
14. "Don't" (feat. Lucius) (4:06)
15. "Nobody's Perfect" (feat. Emmylou Harris) (4:43)
16. "Flying Blind" (feat. James Taylor) (3:41)
17. "For The Sake Of Love" (feat. Vince Gill) (3:34)